# Mormopterus eleryi
Mormopterus eleryi es una especie de murciélago de la familia Molossidae.

## Distribución geográfica
Es endémica de  Australia.